# Iluppur
Iluppur là một thị xã panchayat của quận Pudukkottai thuộc bang Tamil Nadu, Ấn Độ.

## Địa lý
Iluppur có vị trí 10°31′B 78°38′Đ / 10,52°B 78,63°Đ Nó có độ cao trung bình là 142 mét (465 feet).

## Nhân khẩu
Theo điều tra dân số năm 2001 của Ấn Độ, Iluppur có dân số 12.051 người. Phái nam chiếm 50% tổng số dân và phái nữ chiếm 50%. Iluppur có tỷ lệ 70% biết đọc biết viết, cao hơn tỷ lệ trung bình toàn quốc là 59,5%: tỷ lệ cho phái nam là 78%, và tỷ lệ cho phái nữ là 63%. Tại Iluppur, 17% dân số nhỏ hơn 6 tuổi.